# Свети Николай (Балчик)
„Свети Николай Чудотворец“ е голяма белокаменна трикорабна православна църква в Балчик, паметник на културата. Намира се в кв. „Хоризонт“ (т.н. „Гемиджийска махала“) на ул. Христо Ботев № 44.
Той е част от възрожденски комплекс, включващ също отделно стояща църковна камбанария (подобна на морски фар), възрожденско училище и градина към храма.

## История на храма
Cлед Pуско-турската война от 1828 – 1829 г., последвалото я преселение към Бесарабия и връщане на част от бежанците българи от разни краища се установяват в Балчик.
През 1840-те години забогатялата, придобила самочуствие и отвоювала самостойност българска общност решава да построи свои училище и църква в българския квартал на града – Гемиджийската махала. Начинанието е горещо подкрепено от станалия в 1835 варненския владика Йосиф – родолюбив българин от Сяр. Най-значим принос на място за реализирането на българското духовно-просветно средище има роденият в Трявна в 1811 г. виден възрожденец Никола (Кою) Райчев, който оглавява българската община в Балчик. Първият възрожденски български храм е съграден заедно с българско училище при него в 1845 г. под настоятелството на Кою Райчев. За това, че помага на единокръвните си сънародници беломорския българин, митрополит Йосиф е заточен в 1846 г. в Света Гора  и владика става гъркът Порфирий.
В това време Балчик започва да става най-важното износно пристанище на Добруджа и там пристигат гръцки търговци и агенти на гръцки житарски къщи. През 1847 г. в Балчик се настанява и гръцки консул. Засилващият се национализъм на новообразуваната след Pуско-турската война от 1828 – 1829 г. гръцка държава намира израз с помощта на Цариградската партиаршиа в ожесточена църковна и културна агресия спрямо коренното българско население. Митрополит Порфирий използва всичката си власт, за да изгони от Балчик служещия на български език епитроп поп Иван и учителя в българското училище Стойко Иванов, черковнославянските книги са продадени на църквата в с. Езерец, в богослужението и учението е натрапен гръцки език, българската църква и училище в 1848 г. са присвоени от гърците и не след дълго са унищожени от пожар.
В този труден момент Кою Райчев дарява на българската община сграда в махала Аязмо, близо до морския бряг. Тя е преустроена в българско училище. През 1851 г. начело на балчишките българи той успява да получи султански ферман за църква. Това дава възможност училището край морето да бъде преустроено в българска църква, наречена „Света Троица“. През 1862 г. гърците успяват да завземат и тази българска църква (върху мястото ѝ срещу пристанището е построен „Марина сити“).
В резултат на упорита борба, начело на която отново е дядо Кою Райчев, в 1866 г. храмът с училището са възстановени на тяхното първоначално място в Гемиджийската или, както я назовава К. Иречек, „Въздушната махала“ от първомайстор Георги Денюв от село Куманите, Дряновско, зограф е Петър Стоянов от Котел, а голямата икона на св. Спиридон е рисувана от Койчо Досюв от Трявна. Тогава към храма е създадено взаимно училище, където се преподава по Бел-Ланкастерската, известна и като взаимно-учителна методика. Това е първото модерно за времето си българско училище в Балчик, днес то е музей.
Поставена е паметната плоча над входа на храма с надпис: „Прiити блаже любой драже малое наше твоя отъ твоихъ приношенie сего ти храма въздвиженiе и даруй грЂховъ очищенiе благочестивымъ христолюбивымъ жителямъ Балчика болгарскаго языка“. Тя е ползвана за образец и сходна на нея по-късно е изработена и поставена на построената от българите също такава белокаменна, трикорабна възрожденска църква „Свети Харалампий“ в Шабла.

## Съвременно състояние
По случай 1300-годишнината от създаването на Българската държава южно от Дунав храмът „Св. Николай Чудотворец“ и скромната сграда на училището са основно реставрирани. Училището е музейна експозиция на българското възрожденско образование. Храмът като първостепенен паметник на културата и стар български християнски център съчетава пълноценното християнско служение с посрещането на туристи, за които се пуска подбрана православна музика от специална уредба. На 9 май 2009 г., с благословията на Варненския и Великопреславски митрополит Кирил, е открит църковен музей в храма, единствен по рода си в епархията. В музея на църквата се съхраняват и са изложени в експозиция икони от цяла Добруджа. В градината на храма се пази много стар български каменен кръст, около който в 2009 г. настоятелството изгражда фонтан.
На 27 август 2010 г. в съслужение от архийерейския наместник на Варненско-преславската митрополия и 4 свещеници е тържествено осветена и открита от заместник областния управител на област Добрич паметна мраморна плоча на израслия в Балчик българин от Костурско поручик Андон Калчев – последния виден български революционер в Беломорска Македония, убит в Солун от гърците в 1948 г. Плочата е поставена на южната колона на каменната арка на входа на градината на храма.

През август 2011 г. се съгражда голяма белокаменна възпоменателна чешма в градината на храма с арка и православен кръст в памет на българските военни моряци от Черноморския и Беломорския флот със зидарския труд на инж. Ангел Иванов и арх. Миломир Богданов, по проект на последния и с ценната помощ и дарени материали от негови съмишленици. Осветена е на 19 декември 2011 г. лично от Варненско-преславския митрополит Кирил в съслужение с 2 йереи и настоятеля на храма отец Георги и е открита от кмета на Балчик Николай Ангелов в присъствието на църковното настоятелство и много граждани.
На 10 септември 2013 г. от заместник-кмета на Балчик с благословията на архийерейския наместник на Варненско-преславската митрополия с църковен помен и водосвет и тържествена гражданска церемония е открита поставената на северната колона на каменната арка на входа на градината на храма паметна плоча на родения в Балчик летец изтребител кап. Симеон Михайлов, загинал при защитата на София от британско-американските бомбардировки (1944).
На 1 август 2016 г. на Възпоменателната чешма е поставен плакет с икона на св. Никола и възпоменателен текст в памет за възрожденеца Кою Райчев, осъществил изграждането на храма, за пострадалия заради застъпничеството за сънародниците си варненски митрополит Йосиф и за моряците от Българския беломорски флот и Черноморските сили на България, на които е посветена чешмата.
Балчишкото гражданство, властите, музеят в града, свещеникът на храма и църковното настоятелство полагат добри грижи за комплекса и днес той е действащ православен храм-музей и културно-историческа забележителност на Добруджа.

## Фотогалерия
- Кулата-камбанария в градината на храма
- Входът към градината на храма с паметната плоча на поручик Калчев
- Чешмата в памет на българските военни моряци на Бяло и Черно море в градината на храма
- Икона на св. Никола с възпоменание на Кою Райчев и моряците от Българския беломорски флот и Черноморските сили на България[21]
- Фонтан със стар български каменен кръст в градината на храма, дарен от православните в 2010 г.
- Интериор на възрожденския храм